# Concord Jazz
Concord Jazz est un label discographique américain de jazz. Le label, qui existe depuis 1973, est une filiale de Concord Music Group. 

## Histoire
Concord Jazz est une maison de disques et un label fondé en 1973 par Carl Jefferson, ancien propriétaire du concessionnaire Jefferson Motors Lincoln Mercury à Concord, en Californie. Le label est nommé d'après la ville située à l'est de la baie de San Francisco, et d'après le festival de jazz que Jefferson a également créé. Le label a publié des enregistrements d'Art Blakey, Cannonball Adderley, Stan Getz, Ray Brown, Rosemary Clooney, Chick Corea, Eliane Elias et Kurt Elling. Il appartient à Concord.

## Groupes et artistes
- Cannonball Adderley
- Howard Alden
- Herb Alpert
- Monty Alexander
- Steve Allen
- George Barnes (en)
- Ray Barretto
- Count Basie
- Art Blakey
- Terence Blanchard
- Willie Bobo
- Ruby Braff
- Randy Brecker
- Ray Brown
- Charlie Byrd
- Betty Carter
- Ray Charles
- Rosemary Clooney
- John Collins
- Bing Crosby
- Jorge Dalto (en)
- Kurt Elling
- Chris Flory (en)
- Stan Getz
- Scott Hamilton
- Gene Harris
- Donald Harrison
- Henry Mancini
- Tânia Maria
- Rob McConnell
- Dave McKenna
- Buddy DeFranco
- Marian McPartland
- Carmen McRae
- Peter Nero
- Tito Puente
- Benny Reid (en)
- Emily Remler
- Poncho Sanchez
- George Shearing
- Cal Tjader
- Mel Tormé
- Joe Venuti